# Науховичи
Науховичи (бел. Наўхавічы) — деревня в Ровковичском сельсовете Чечерском районе Гомельской области Беларуси.

## География

### Расположение
В 10 км на юг от Чечерска, 34 км от железнодорожной станции Буда-Кошелёвская (на линии Гомель — Жлобин), 62 км от Гомеля.

### Гидрография
На востоке и севере мелиоративные каналы, соединённые с рекой Сож (приток реки Днепр).

## Транспортная сеть
Автодорога соединяет деревню с деревней Ровковичи. Планировка состоит из полувыгнутой меридиональной улицы, застроенной двусторонне деревянными усадьбами.

## История
Согласно письменным источникам известна со 2-й половины XVIII века как селение в Речицком повете Минского воеводства Великого княжества Литовского.
После 1-го раздела Речи Посполитой (1772 год) в составе Российской империи, в Дудичской волости Рогачёвского уезда Могилёвской губернии. В 1880 году работали хлебозапасный магазин, 2 ветряные мельницы, водяная мельница. Согласно переписи 1897 года находились 4 ветряные мельницы, трактир. В 1909 году 1205 десятин земли, школа.
В 1918 году в деревне создан боевой отряд, который вёл активные действия против польских легионеров и германских войск. С 8 декабря 1926 года до 1931 года центр Науховичского сельсовета Чечерского района Гомельского (до 26 июля 1930 года) округа, с 20 февраля 1938 года Гомельской области. В 1929 году действовали начальная школа, отделение потребительской кооперации. В 1930 году организован колхоз. 49 жителей погибли на фронтах Великой Отечественной войны. Согласно переписи 1959 года в составе колхоза имени С. М. Кирова (центр — деревня Крутое).

## Население

### Численность
- 2020 год — 0 жителей.

### Динамика
- 1816 год — 52 двора, 339 жителей.
- 1880 год — 105 дворов, 589 жителей.
- 1897 год —154 двора, 1104 жителя (согласно переписи).
- 1909 год — 183 двора.
- 1959 год — 278 жителей (согласно переписи).
- 2004 год — 1 хозяйство, 2 жителя.
- 2020 год — 0 жителей.